# 리눅스 비판
리눅스 비판 또는 리눅스에 대한 비판은 리눅스 커널을 사용하는 운영 체제 사용과 관련된 문제에 중점을 둔다.
리눅스 기반 안드로이드 운영체제는 많은 국가의 스마트폰 시장을 장악하고 있으며 리눅스는 뉴욕 증권 거래소 및 대부분의 슈퍼컴퓨터에서 사용되지만 데스크톱 및 노트북 컴퓨터에서는 거의 사용되지 않는다. 리눅스에 대한 비판의 대부분은 데스크톱 및 노트북 채택 부족과 관련이 있지만, 2015년 기준 보안에 대한 프로젝트의 관점에 대한 불안감이 커지고 있으며 systemd 채택이 논란의 대상이었다.

## 비판에 대한 반응
리눅스 커뮤니티는 이러한 비판과 기타 비판에 대해 엇갈린 반응을 보였다. 일부 비판으로 인해 새로운 기능과 사용자 친화성이 향상되었지만 리눅스 커뮤니티 전체는 비판에 저항하는 것으로 유명하다. PC 월드에 대한 글을 쓴 케어 토머스(Keir Thomas)는 "대부분의 경우 리눅스 세계는 반비판적인 경향이 있다. 커뮤니티의 누군가가 감히 비판적이라면 그들은 짓밟힐 것이다."라고 말했다. 2015년 인터뷰에서 리누스 토르발스는 리눅스 데스크톱 환경 프로젝트가 비판을 받을 경우 자신 대신 사용자를 비난하는 경향을 언급했다.